# Blas Cota
Blas Cota (circa 1500 - circa 1575) fue un jurista y teólogo de origen portugués que actuó como magistrado de la Real Audiencia de los Confines hacia 1540. Fue oidor y visitador en el inicio del juicio de residencia que se siguió a Francisco de Montejo en la provincia de Yucatán. En tal función, Blas Cota fue gobernante de la provincia durante el periodo inicial del mencionado juicio. Al término de su participación en el juicio de residencia, Cota fue encarcelado acusado de usurpación de funciones, pero poco más tarde fue exonerado de tal cargo y retornó a Guatemala para seguir ejerciendo sus funciones de letrado en la Real Audiencia.

## Datos históricos
La provincia de Yucatán dependió jurisdiccionalmente de forma alterna de la Real Audiencia de México y de la Real Audiencia de los Confines. En 1549 se dio uno de tales cambios que produjo una seria confusión: los Confines bajo cuya jurisdicción estaba Yucatán decidió iniciar el juicio de residencia del adelantado Francisco de Montejo, en contra de quien se habían recibido numerosas quejas por abusos cometidos en perjuicio de los indígenas mayas y del tesoro real. Para tal efecto la Audiencia nombró a una persona de reconocido prestigio y conocimiento en asuntos legales, para que visitara la provincia, empezara el juicio en contra del conquistador y se hiciera cargo de la gobernación de la región en tanto se seguía tal juicio. Casi simultáneamente, por decisión del rey Carlos I de España, Yucatán volvió a entrar al ámbito jurisdiccional de la Audiencia de México, instancia que a su vez y sin estar enterada de la decisión de los Confines que se dio previamente, decidió iniciar un juicio idéntico, nombrando para el propósito a otro jurista experto y reconocido: Francisco Herrera, para que hiciera las mismas tareas para las que fue designado Blas Cota.
Este último se apersonó antes a Yucatán y empezó sin demora su actuación que produjo un gran impacto entre la sociedad en ciernes de aquellos inicios de la vida política y social en el Yucatán que apenas estaba terminándose de apaciguar, tras los actos bélicos de la conquista, sobre todo entre aquellos españoles, conquistadores y encomenderos, que estaban de acuerdo con Francisco de Montejo en el cómo deberían conducirse los asuntos públicos.

Jurisdiccionalmente Yucatán dependió de manera alterna de la Real Audiencia de México y de la de Guatemala, lo que creó muchas dificultades y dio pie al enfrentamiento de Cota con los de Montejo

Blas Cota tenía instrucciones de revisar con rigor las cuentas de los tres Montejos, el Adelantado, el hijo y el sobrino, que habían conducido, tras más de veinte años de acción, la conquista del territorio peninsular. Debía destituirlos de sus cargos de gobierno que ocupaban tanto en la región de Tabasco como en Campeche y Mérida ciudad que tenía poco tiempo de haber sido fundada. El 13 de mayo de 1549 cuando llegó el oidor a Mérida, Francisco de Montejo pretendió desconocerlo, pero Cota encontró apoyo para poner en vigor las instrucciones que traía.

Mientras tanto se producía en México el nombramiento de Herrera y su envío al territorio yucateco. Este oidor era mucho más favorable a los Montejo (inclusive fue acusado formalmente de ser parcial y estar en conflicto de intereses, ya que se dijo que estaba emparentado con la primera esposa de Francisco de Montejo, Beatriz de Herrera, cosa que después se demostró no ser cierta) y cuando llegó a la provincia y se enteró de los avances del juicio que llevaba Cota, desconoció a este, lo suspendió en sus labores y lo encarceló. Cota, indignado, hizo llegar su queja a los Confines, a España y a la Audiencia de México, desde donde llegó la instrucción para Herrera de liberar en el acto a Cota, quien se retiró a Guatemala, donde, en 1550, se produjo su vindicación y se convalidó la destitución de Francisco de Montejo de todos sus cargos.
Finalmente, la mayor parte de las acusaciones en contra de los Montejo habrían de prevalecer, al punto de que el Adelantado partió hacia España ese mismo año de 1550, dejando sus conquistas atrás, para emprender su propia defensa ante el Consejo de Indias. Moriría tres años después, mientras su hijo y sobrino se quedaron en Yucatán, en donde años más tarde volvieron a tener cargos públicos de responsabilidad.